# Aeropuerto de Nemiscau
El Aeropuerto de Nemiscau (del inglés: Nemiscau Airport) (IATA: ZNS, OACI: CYHH) está ubicado a 4 MN (7,4 km; 4,6 mi) al sureste de Nenaska, Quebec, Canadá. El aeropuerto fue construido y es operado por Hydro-Québec para atender a sus grandes subestaciones eléctricas de Nemiscau y Albanel. Air Creebec tiene vuelos programados desde y hacia este aeropuerto a discreción de Hydro-Québec.

## Aerolíneas y destinos
- Air Creebec
  - Montreal / Aeropuerto Internacional de Montreal-Trudeau
  - Chibougmau / Aeropuerto de Chibougamau-Chapais